# 이젠 그랬으면 좋겠네
<이젠 그랬으면 좋겠네>는 조용필이 1990년 발매한 곡이다.